# Brigitte Herbst
Brigitte Herbst (Eitorf, 29 dicembre 1895 – Monaco di Baviera, 9 marzo 1959) era la moglie dell'avvocato nazionalsocialista e governatore generale della Polonia, Hans Frank. Fu soprannominata Regina di Polonia. È la madre dello scrittore ed ex editore di Stern, Niklas Frank, che ha pubblicato diversi libri sulla sua famiglia.

## Biografia
Brigitte Herbst nacque a Eitorf nel 1895 come figlia del proprietario della filanda Otto Herbst e di sua moglie Martha Langer. Quasi due anni dopo la sua nascita, la giovane famiglia si trasferì a Forst (Lausitz), dove la famiglia di Martha Herbst aveva successo nella vendita di carne e salsicce. Brigitte Frank aveva quattro fratelli: Else, Martha, Otto e Heinrich. Suo padre morì suicida il 25 gennaio 1908. Era molto sicura di sé e indipendente e, anche da giovane, si sforzava di raggiungere uno standard di vita più elevato.
Durante la prima guerra mondiale si trasferì a Berlino perché sperava in migliori opportunità, lavorò per un avvocato che la licenziò dopo aver scoperto che conservava illegalmente pellicce nel suo ufficio. Ha quasi sempre avuto questa attività di scambio pellicce senza però registrare un'impresa. Dopo aver incontrato un tenente vedovo che cercava una segretaria e una tata per i suoi figli, divenne la sua amante e si trasferì con lui a Monaco.

### Matrimonio con Hans Frank
All'inizio degli anni '20, Brigitte Herbst ottenne un lavoro come stenografa nel parlamento statale bavarese e in seguito come segretaria all'Università di Monaco. In questo modo, nel maggio 1924, incontrò Hans Frank, che aveva cinque anni meno di lei, ancora studente in legge, antisemita e di mentalità nazionalista che simpatizzava per il NSDAP. Brigitte Herbst disse spesso ai suoi amici di voler sposarsi prima del suo trentesimo compleanno. Hans Frank aveva appena finito il suo dottorato e iniziò a farsi notare all'interno del NSDAP per l'assistenza legale personale a Hitler. Lei stessa non credette nel nazionalsocialismo o in Hitler, di cui si prendeva gioco nella sua famiglia e con i suoi amici. Essendo una persona politicamente disinteressata, non le importò in quale partito fosse suo marito. Non si unì mai al NSDAP od a qualsiasi altra organizzazione politica.
Il matrimonio con Hans Frank ebbe luogo a Monaco di Baviera il 2 aprile 1925. La coppia fu molto diversa per carattere e atteggiamento, oltre che per età e cultura. La "fredda prussiana" Brigitte Frank, cresciuta in circostanze semplici ed estranea all'intimità e alla sensibilità, si trovò di fronte un giovane bavarese amante del divertimento, proveniente da una ricca famiglia di avvocati e con un'inclinazione musicale e sentimentale. Il matrimonio non fu molto cordiale e Frank non riuscì a farsi valere sulla moglie dominante. All'inizio del matrimonio mancarono i soldi, ma entrambi i coniugi amarono il lusso fin dall'inizio.
Brigitte Frank, che non aveva sentimenti materni né amava particolarmente i bambini, negli anni successivi diede alla luce cinque figli: due figlie e tre figli, tra cui Niklas, tutti nati a Monaco di Baviera.
Brigitte vide i suoi figli come una legittimazione per il suo status di moglie di un ministro del Reich e di "regina di Polonia". "Hans, ti ho dato alla luce cinque figli!", fu il suo argomento preferito per convincere suo marito a fare qualcosa. Alle nascite spesso seguirono lunghi soggiorni termali. Secondo il figlio più giovane, Niklas Frank, si dice anche che abbia avuto diversi aborti perché temeva di aver concepito il bambino da uno dei suoi amanti, tra cui presumibilmente l'avvocato costituzionalista Carl Schmitt e il governatore del distretto della Galizia, Karl Lasch.
Con l'ascesa di Frank all'interno del partito dopo la presa del potere e la costante acquisizione di nuove alte cariche di partito, ci fu un costante aumento di status sociale, di cui Brigitte Frank fu molto orgogliosa.

## La "Regina di Polonia"
Dopo che Hans Frank fu nominato governatore generale per i territori polacchi occupati il 26 ottobre 1939, la famiglia Frank si trasferì nel castello reale di Cracovia, il Wawel, il 9 novembre 1939. Inizialmente il Castello Reale di Varsavia fu inteso come residenza ufficiale del Governatore Generale, ma poi Hitler scelse il Wawel come cuore dell'antica Polonia. Da allora in poi, i Frank in Polonia si comportarono come una coppia regnante; Brigitte Frank si definì "Regina di Polonia". Viaggiò in una Mercedes-Benz aperta nel ghetto di Cracovia e di Varsavia dove, approfittando del terrore tedesco, si procurò gioielli, pellicce e altri oggetti di valore.
Il castello di Kressendorf fuori Cracovia, precedentemente di proprietà della famiglia Potocki, servì alla famiglia come residenza per le vacanze e nei fine settimana. Durante la guerra, Brigitte Frank spedì masse di generi alimentari alla sua famiglia a Forst, a volte con il treno speciale del marito. Nel governo di Berlino e nei circoli di partito, furono mosse esplicite accuse verso il Governatorato generale, simbolo di corruzione e nepotismo.
Dopo che Hans Frank incontrò di nuovo la sua fidanzata d'infanzia Lilly Groh (1898-1977) nel 1942, aveva intenzione di lasciare sua moglie per sposarla. Brigitte non volle rinunciare al suo status di moglie di un ministro del Reich e "prima donna" nel Governatorato Generale e si recò a Berlino per intervenire personalmente con Hitler. Quando definì l'amante al Reichsführer Heinrich Himmler come "ebrea" per sbarazzarsi di lei, il rapporto coniugale fu da allora in poi compromesso. Da quel momento in poi, Hans Frank trascorse poco tempo con la sua famiglia, poiché si recava il più spesso possibile da Lilly Groh in Baviera. Brigitte Frank fu tollerata solo in misura limitata nel Wawel.

## Dopo la guerra
Brigitte Frank fuggì con i suoi figli a Neuhaus in Baviera alla fine del 1944. Hans Frank lasciò Cracovia il 17 gennaio 1945, fu arrestato in Baviera all'inizio di maggio e portato davanti al tribunale principale per i crimini di guerra di Norimberga nel mese di novembre: fu riconosciuto colpevole e giustiziato il 16 ottobre 1946. Nel maggio 1945, i lavoratori polacchi liberati attaccarono di notte lo Schoberhof lasciando la famiglia Frank con le spalle al muro. Brigitte Frank temette di essere uccisa.
La figlia maggiore, Sigrid Frank, si sposò nell'ottobre 1945 all'età di 18 anni. Visse allo Schoberhof fino a quando gli americani la portarono nel campo di lavoro e di internamento di Augsburg-Göggingen nel maggio 1947. Il cardinale Faulhaber, a cui fu chiesto aiuto, fece provvedere per il sostegno della famiglia.
Tutte le mogli dei maggiori criminali di guerra condannati nel 1946, se residenti in Baviera, furono incarcerate per il "rischio di fuga". Nel campo, Frank sviluppò una stretta amicizia con Ilse Hess; Emmy Göring, d'altra parte, diventò invece una nemica intima. Frank fu rilasciato dal carcere nel 1948; il procedimento contro di loro si concluse ma la proprietà rimase confiscata. Nel 1953 pubblicò il libro In the Face of the Gallows: interpretazione di Hitler e del suo tempo sulla base delle esperienze personali e delle scoperte che il marito fece durante la sua prigionia nel carcere giudiziario di Norimberga, scritte dal 1945 al 1946. Fino alla sua morte nel marzo 1959, visse a Monaco di Baviera, in ultima analisi, impoverita.
L'omonima figlia di Brigitte morì all'età di 46 anni nel 1981. La famiglia citò ufficialmente il cancro come causa della morte. Tuttavia, sono emerse voci secondo cui aveva scelto di suicidarsi per non invecchiare più di suo padre, che fu giustiziato a 46 anni. Il figlio Michael Frank è morto all'età di 53 anni. Nel marzo 2005, Niklas Frank, che nel 1987 si stabilì con suo padre, pubblicò il libro "Polenschlächter" e anche un libro su sua madre, in cui la ritraeva come un carrierista senza carattere e una madre senza cuore. Niklas Frank è l'unico figlio sopravvissuto dei suoi genitori.